# Słownik encyklopedyczny Brockhausa i Efrona

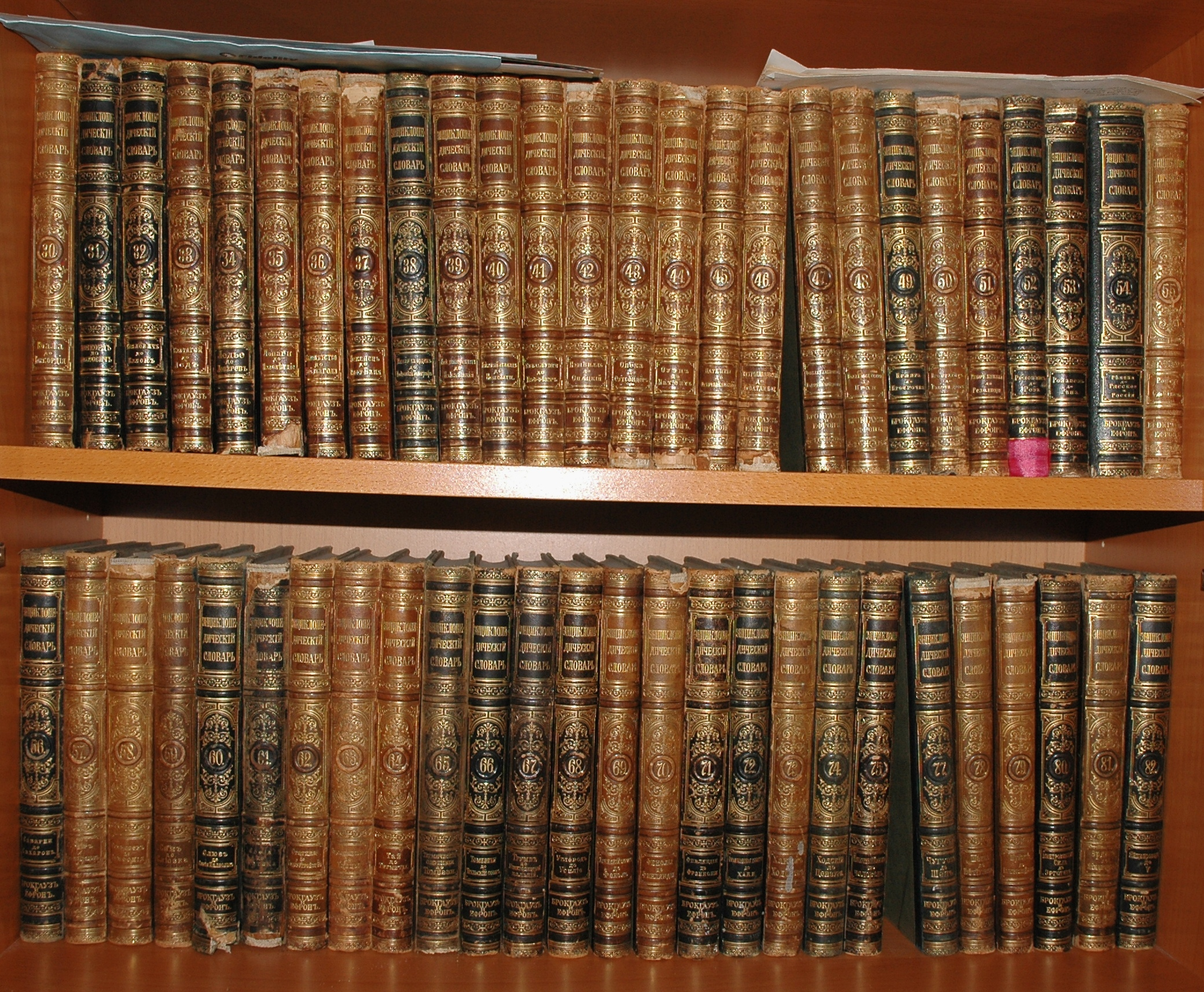
86 tomów słownika

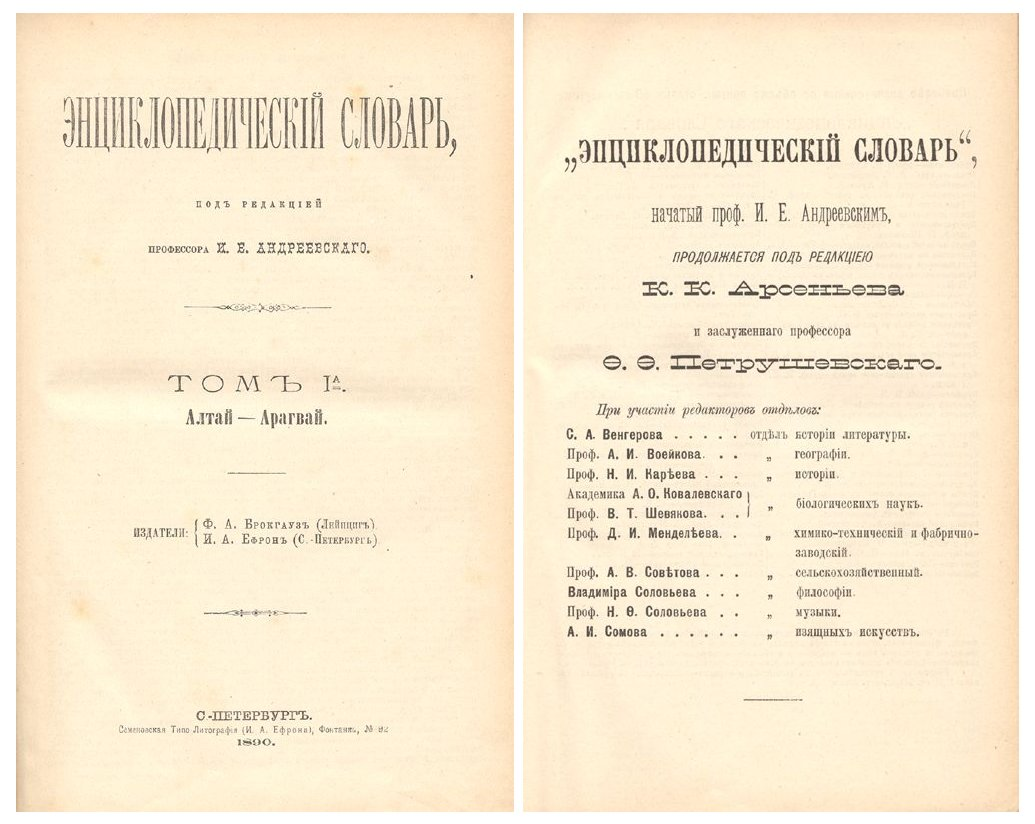
Strony tytułowe tomów Ia i XXV

Słownik encyklopedyczny Brockhausa i Efrona (ros. Энциклопедический словарь Брокгауза и Ефрона) – pierwsza rosyjska encyklopedia powszechna wydana w latach 1890–1907 w 82 tomach podstawowych i 4 tomach uzupełniających.

## Historia powstania
Encyklopedia była wspólnym przedsięwzięciem dwóch domów wydawniczych: lipskiego Brockhausa i petersburskiego Efrona. W opracowaniu słownika wzięli udział tacy rosyjscy uczeni, jak Dmitrij Mendelejew i Władimir Sołowjow. Redaktorem pierwszych 8 tomów był I. E. Andrijewski, redaktorami kolejnych tomów – K. K. Arsieniew i F. F. Pietruszewski. Pełne wydanie zawierało 121 240 haseł, 7800 ilustracji i 235 map.
Wydawnictwami pochodnymi były Mały słownik encyklopedyczny Brockhausa i Efrona (wyd. I, 1899–1902, 3 tomy; wyd. II, 1907–1909, 4 tomy, 44 194 hasła) oraz Nowy słownik encyklopedyczny (1911–1916, z planowanych 48 ukazało się 29 tomów do hasła „Otto”).
W 2001 moskiewskie wydawnictwo Tierra wydało reprint encyklopedii w nakładzie 5000 egz. Encyklopedia jest także dostępna w Internecie w całości lub jako dostęp do poszczególnych haseł.

## Zawartość słowników w Internecie
- Słownik do pobrania w całości
- Dostęp do poszczególnych haseł w przeglądarce
- Wyszukiwarka haseł w Małym słowniku na portalu Yandex.ru. encycl.yandex.ru. [zarchiwizowane z tego adresu (2006-05-27)].